# Caso Cascadas
Caso Cascadas es un escándalo financiero ocurrido al interior de la empresa Sociedad Química y Minera de Chile (SQM), generado a partir de numerosas compraventas de acciones de SQM realizadas entre 2008 y 2011 por cuatro sociedades de inversión —sociedades «cascadas», de ahí el nombre de caso— ligadas al accionista mayoritario Julio Ponce Lerou. Los accionistas minoritarios de SQM denunciaron la existencia de un «esquema coordinado de operaciones» que benefició directamente a Lerou. Ha sido denominado como la mayor causa judicial referente al mercado bursátil que haya ocurrido en Chile.

## Historia
En 2013 la Superintendencia de Valores y Seguros de Chile (SVS) formuló cargos en su contra por la responsabilidad que le cabía en diversas operaciones realizadas «de modo recurrente y coincidente», entre 2009 y 2011, que permitían, en su opinión, presumir la existencia de un esquema consistente principalmente «en transacciones bursátiles con los títulos Calichera A, Oro Blanco y SQM».
En septiembre de 2014 la autoridad, tras ratificar esta acusación, le aplicó una multa de UF 1,7 millones, equivalente a US$ 70 millones. Los otros ejecutivos del grupo cuestionados en este caso son Aldo Motta Camp, Patricio Contesse Fica y Roberto Guzmán Lyon.

## Modus operandi
Las  operaciones bursátiles tenían un similar modus operandi: vender barato en forma silenciosa bajo condiciones que hacían muy difícil la intervención de terceros, para volver a comprar caro de la misma forma.

"Habiendo efectuado inicialmente sus intercambios de acciones con terceros, las Sociedades Relacionadas, Vinculadas e Instrumentales, se embarcaron en intercambios de acciones casi exclusivamente entre sí, a través de remates y operaciones OD sin difusión, intermediadas por Larrain Vial, la que ingresó ofertas para procurar el calce automático, que eran retiradas a los pocos segundos de haberse efectuado el calce, no superando en promedio los 3 segundos, eliminando con ello el riesgo que fueran calzadas por terceros"
SVS, Resolución Exenta 223. página 11. 2 de septiembre de 2014

Las Sociedades Cascadas vendían títulos de acciones de Oro Blanco, Pampa Calichera-A y SQM-B (en total 126 millones)  a sociedades controladas por Julio Ponce Lerou, Roberto Guzmán Lyon, Leonidas Vial Echeverría y Alberto Le Blanc Matthaei). Cada acción era vendida a 576 pesos cada una.  
Luego se recompraban a estas mismas sociedades los paquetes de acciones, pero ahora a 859 pesos cada una. Estas actividades se volverían  a repetir con distintos valores.
Esta operación no parecía tener lógica, sin embargo parte de los dineros de las compras provenían de los fondos de pensiones de miles de chilenos que tienen sus dineros en AFP.  La propia AFP Hábitat tenía el 3,1% de Oro Blanco, y el perjuicio para el fondo de la AFP  en dicha operación puntual fue en US$ 2 millones, sin embargo en las operaciones en total se llega a  US$ 11,6 millones. Todos los fondos de pensiones del sistema perdieron: Provida US$7,7; Capital US$6,5 millones y Cuprum US$5 millones, Se calcula que perdieron entre US$ 31 millones y US$ 44 millones. El resto de las pérdidas proviene de accionistas minoritarios. 
En conjunto, estas AFP administran los fondos de 7.855.685 afiliados
Entre 2009 y 2011 la utilidad estimada para  Julio Ponce Lerou con las Sociedades Cascada ascendería aproximadamente US$ 128 millones, para Roberto Guzmán Lyon  US$ 128 millones, para Leonidas Vial Echeverría fueron  US$ 72,3 millones) y para Alberto Le Blanc Matthaei fueron US$ 3,7 millones.

## Multas y acciones judiciales
La Superintendencia de Valores y Seguros (SVS)  inició proceso en contra de Julio Ponce (junto a los demás empresarios) y lo multó en septiembre de 2014 en US$ 75 millones. Sin embargo, fue rebajada por el Tribunal Constitucional (y ratificado este hecho por la Corte Suprema) a US$ 3,3 millones.
La SVS formuló cargos contra siete ejecutivos de cuatro firmas distintas: Manuel Bulnes, Felipe Errázuriz y Leonidas Vial, todos de LarrainVial. Cristián Araya, exejecutivo de Banchile Corredores de Bolsa; de Citigroup Markets y su representante legal, Fabio Gheilerman; y de Linzor Asset Management, y su representante legal, Canio Corbo Atria. Se ampliaría con la formalización del exgerente de las Cascadas, Aldo Motta, y  Claudia Morales, secretaria de las sociedades, por falsificación de las actas del directorio.
En julio de 2015 el fiscal Andrés Montes asumió la investigación del Caso Cascadas. Luego de que AFP Hábitat y Moneda AGF solicitaran la salida primer fiscal, acusando que "en dos años no se ha avanzando en la investigación".

## Involucramiento de Sebastián Piñera
Julio Ponce solicitó la inhabilitación del superintendente Fernando Coloma, por su relación de subordinación al presidente Sebastián Piñera, el cual a su vez tuvo acciones de las Cascadas. El 25 de octubre de 2014 el intendente de Valores, Hernán López, desestimó el requerimiento de inhabilitación del superintendente.